# هنري أرمسترونغ
هنري جاكسون الابن (.Henry Jackson Jr) (12 ديسمبر 1912، كولومبوس، ميسيسيبي – 22 أكتوبر 1988، لوس أنجلوس، كاليفورنيا) هو ملاكم أمريكي محترف، وبطل الملاكمة العالمي، الذي خاض مبارياته تحت اسم هنري آرمسترونغ. ويصنفه العديد من نقاد الملاكمة وزملاء المهنة عالميًا كواحدٍ من أعظم الملاكمين على الإطلاق.
لا يتميز هنري فقط بكونه عضوًا في مجموعة استثنائية من الملاكمين الذين فازوا في بطولات مكونة من ثلاث فرق مختلفة أو أكثر (في الوقت الذي لم يكن فيه سوى ثمانية ألقاب معترف بها عالميًا) ولكنه أيضًا الملاكم الوحيد الذي حصل على ثلاث بطولات عالمية في الوقت نفسه. ولقد دافع عن بطولة وزن الوسط أكثر من أي مقاتل آخر.
في عام 2007، صنفت مجلة الحلبة (The Ring) آرمسترونغ كثاني أعظم مقاتل في السنوات الثمانين الماضية. ولقد صنفه أيضًا بيرت شوجر كثاني أعظم مقاتل على الإطلاق.

## فترة الطفولة
ولد آرمسترونغ في كولومبوس، ميسيسيبي ، في 12 ديسمبر 1912، ثم انتقل وهو صغير مع عائلته إلى سانت لويس، ميسوري، وهناك نمى مهاراته في الملاكمة. وكان والده هنري جاكسون (الأب) يعمل محاسب لصالح أمريكيين أفارقة، وأيرلنديوأمريكيين أصليين، وقبائل جاكسون، والإيروكواز من السكان الأصليين. تخرج آرمسترونغ في مدرسة فاشون الثانوية وكرم لاحقًا من مؤسسة سانت لويس منبع المشاهير. وقد لقب آرمسترونع  بإعصار هنري و هانك القاتل.

## حياته المهنية
بدأ آرمسترونغ حياته المهنية كمحترف في 28 يوليو 1931، وفي أول مباراة له هزمه آل-أوفينو في ثلاث جولات. تمامًا مثل ألكسيس أرجويو، وبرنارد هوبكنز وويلفريدو فاسكويز في وقتٍ لاحق، صار آرمسترونغ واحدًا من أبطال العالم الذين بدءوا نجاحهم من حافة الهاوية. جاء أول فوز له لاحقًا في ذلك العام، عندما هزم سامي بيرنز بفارق ست نقاط.
في عام 1932، انتقل آرمسترونغ إلى لوس أنجلوس حيث هُزم اثنين أربعة على التوالي بقرار من لجنة الحكام، لصالحإدي تروخيو وآل جرينفيلد . ولكن بعد ذلك، توالت انتصاراته التي امتدت حتى عام 1933 لتصل إلى 11 مباراة، إلى أن خسر ثانيةً أمام بيبي مانويل . ثم فاز بعد ذلك باثنين وعشرين مباراة على التوالي وبدون هزيمة، 17–0–5، ومن ضمنها فوزه على مانويل في مدينة ساكرامنتو وخمسة انتصارات على بيرفيكتو لوبيز . بعد ذلك، انتقل إلى مكسيكو سيتي حيث خسر أول بطولة له مع بطل العالم السابق في وزن الديك بيبي أريزمندي. ولقد خاض هناك أربع مباريات أخرى، متعادلاً 2–2 وخسر أمام كل من أريزمندي في مباراة اعتبرها مشاهدو المكسيك وكاليفورنيا مسابقة الحصول على لقب بطل العالم وأمام بيبي كازانوفا حيث أعلن غير مؤهل في الجولة الخامسة. ثم عاد بعد ذلك إلى كاليفورنيا حيث أحرز 8–1–1 في المباريات العشر التي خاضها بعد ذلك.
في 1936، كان آرمسترونغ يقسم وقته بين لوس أنجلوس ومكسيكو سيتي وسانت لويس. وتبارى في هذا العام مع بعض الخصوم المشهورين مثل ريتشي فونتان، الذي هزمه بفارق عدد النقاط ولكن آرمسترونغ تغلب عليه في مباراة الإعادة بإحراز النقاط، وتنافس أيضًا مع أريزمندي الذي هزمه أخيرًا بمجموع نقاط عشر جولات وبطل العالم السابق خوان زوريتا والبطل السابق مايك بيلويس الذي خسر نقاطًا لصالح آرمسترونغ.
فاز آرمسترونغ في عام 1937 باثنتين وعشرين مباراة متتالية وكانت إحدى وعشرون منها بالضربة القاضية. ولقد هزم كازانوفا في ثلاث جولات، وبيلويس في أربع جولات وجو ريفرز في ثلاث جولات، وبطلي العالم سابقًا فرانكي كليك وبيني باس في أربع جولات. بعد أن أحرز اثنين وعشرين انتصارًا متتاليًا، حدث ما كان متوقعًا: حصل آرمسترونغ على فرصة محاولة الحصول على أول لقب عالمي، في وزن الريشة (126 رطلاً). ولقد دافع بطل العالم في وزن الريشة بيتي سارون عن لقبه ضد آرمسترونغ في حديقة ميدان ماديسون . ولكن آرمسترونغ تغلب عليه بالضربة القاضية في الجولة السادسة، ليصبح بذلك بطل العالم في وزن الريشة، واختتم العام بأربعة انتصارات أخرى بالضربة القاضية.
بدأ آرمسترونغ عام 1938 بسبعة انتصارات متتالية باستخدام الضربة القاضية، ومن ضمنها فوزه على بطل العالم فيما بعد تشلكي رايت. انتهت سلسلة المباريات المتصلة بين أريزمندي وآرمسترونغ، عندما خسر أريزمندي الذي استمر لعشر جولات نقطة لصالح منافسه. أَهَّلَه فوزه في 27 مباراة بالضربة القاضية، ليصبح صاحب أطول فترة فوز بالضربة القاضية في تاريخ الملاكمة، وذلك نقلاً عن مجلة الحلبة. بعد مباراته الرابعة مع أريزمندي، خاض مباراة مع إدي زيفيك شقيق فريتزي زيفيك، والتي أُضيفت إلى رصيد فوزه بالضربة القاضية، بعد خوضه مباراة أخرى قام آرمسترونغ بطل العالم الذي يزن 126 رطلاً بتحدي بارني روس، بطل العالم لثلاثة أوزان وبطل العالم في وزن الوسط للحصول على اللقب. هزم آرمسترونغ، 133½، روس، 142، بقرار بالإجماع من لجنة الحكام؛ مضيفًا بذلك بطولة العالم في وزن الوسط إلى بطولاته في وزن الريشة. فقد آرمسترونغ بعد ذلك بعضًا من وزنه وتحدى بطل العالم في وزن الخفيف لو أمبرز. في ليلة تاريخية، أصبح آرمسترونغ أول ملاكم على الإطلاق يحصل على بطولات عالمية في ثلاثة أوزان مختلفة حين هزم أمبرز بقرار غير مجمع عليه. وبعد بضعة أيام، قرر آرمسترونغ عدم العودة إلى وزن الريشة (126 رطلاً)، تاركًا بذلك لقب بطل وزن الريشة بدون منازع.
كرس آرمسترونغ العامين التاليين للدفاع عن عرشه في وزن الوسط؛ حيث هزم، ضمن آخرين، بطل العالم المقبل في وزن المتوسط سيفيرينو جارسيا ، وآل مانفريدو وبوبي باتشو ، وذلك قبل أن يدافع عن حزام وزن الخفيف في مباراة الإعادة مع أمبرز، الذي خسر فيها خمس عشرة نقطة. بعد ذلك، عاد مرة أخرى للدفاع عن لقب العالم في وزن الوسط؛ حيث خاض ثماني مباريات دفاعية متتالية، وفي آخر مباراة منها هزم الملاكمبدرو مونتانيز من جزيرةبورتوريكو. ولقد حاول أن يصنع التاريخ للمرة الثانية، بأن يكون أول ملاكم يفوز بألقاب عالمية في أربعة أوزان مختلفة؛ وذلك عندما حاول التغلب على بطل العالم في وزن المتوسط جارسيا، ولكن المباراة انتهت بانسحاب آرمسترونغ في الجولة العاشرة، محبطًا بذلك محاولته في الفوز بلقب بطل العالم في وزن رابع. وفقا لمؤرخ الملاكمة بيرت شوجر، رأى العديد أن آرمسترونغ يستحق القرار لصالحه في هذه المباراة 
عاد آرمسترونغ مرة أخرى إلى وزن الوسط واحتفظ باللقب خمس مرات؛ حتى جاء فريتزي زيفيك لينتقم لهزيمة أخيه إدي بانتزاع لقب بطل العالم في وزن الوسط منه وحدث ذلك بقرار في الجولة الخامسة عشرة. وبهذه الخسارة أوشك عهد آرمسترونغ كبطل وزن الوسط على الانتهاء، ليترك بذلك أنجح ثماني مباريات دفاعية، وهو أكبر عدد شهده تاريخ وزن الوسط. في 1941، تنافس زيفيك وآرمسترونغ في مباراة الإعادة، ولكن هذه المرة تغلب زيفيك على منافسه في اثنتي عشرة جولة.
شهد عام 1942 فوز أرمسترونغ 13-1، وتضمن ذلك الفوز ببطولات العالم (فريتزي) زيفيك في مباراة استمرت لعشر جولات دون الحصول على لقب والفوز على جينكيز وزوريتا.

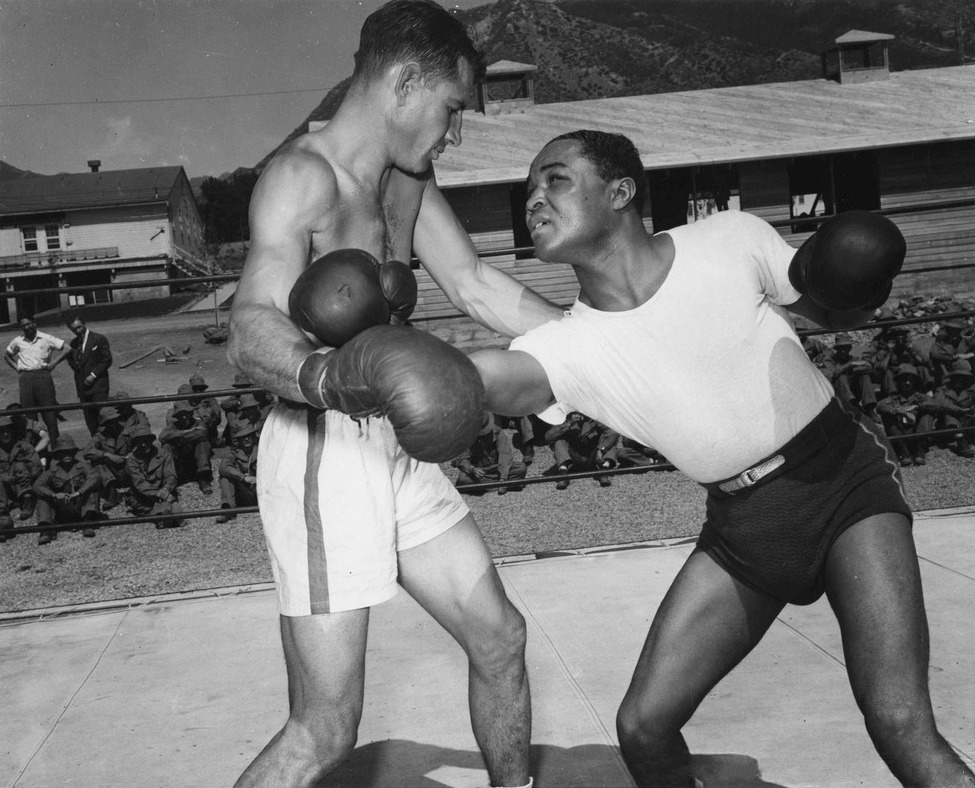
يعرض آرمسترونغ (على اليمين) بعض أساليب الملاكمة لأحد أفراد الجيش الأمريكي خلال جولة عرض في عام 1943.

شهد عام 1943 فوز آرمسترونغ 10-3 حيث فاز على أبطال العالم تيبي لاركين وسامي أنجوت في مباريات تتكون من عشر جولات وخسر أمام أبطال العالم بو جاك وشوجر ري روبنسون في مباريات من عشر جولات.
في عام 1944 أحرز هنري 14-2-1 في سبع عشرة مباراة كان من بينها الفوز ثانيةً على بيلوس.
وبعد الفوز في إحدى المباريات وخسارة واحدة والانسحاب من الأخرى في عام 1945، قرر آرمسترونغ أن يعتزل الملاكمة. وباستثناء المراسم والاحتفالات التي حضرها بعد ذلك، عاش آرمسترونغ بقية حياته في هدوء. تحول آرمسترونغ إلى مسيحيٍ جديد وعمل كقسٍ مكلف وانشغل بتعليم الملاكمة للصغار من ملاكمي المستقبل
يمتلك آرمسترونغ سجلاً رسميًا يتضمن 150 فوزًا و 21 هزيمة و 10 انسحابات، كان منها 101 حالة فوز بالضربة القاضية. في بداية حياته، خاض آرمسترونغ منازلات مدفوعة الأجر تحت الاسم المستعار ميلودي جاكسون.
أصبح آرمسترونغ عضوًا في قاعة مشاهير الملاكمة في العالم.
وبعد اعتزاله الملاكمة أصبح آرمسترونغ خطيبًا بالكنيسة المعمدانية.
وعند وفاته في عام 1988، دُفِن آرمسترونغ في جبانة روزديل بمدينة لوس أنجلوس، كاليفورنيا.[بحاجة لمصدر]

## وصلات خارجية
- هنري أرمسترونغ على موقع IMDb (الإنجليزية)
- هنري أرمسترونغ على موقع الموسوعة البريطانية (الإنجليزية)
- هنري أرمسترونغ على موقع إن إن دي بي (الإنجليزية)
- هنري أرمسترونغ على موقع قاعدة بيانات الفيلم (الإنجليزية)
- هنري أرمسترونغ على موقع بوكس ريك (الإنجليزية) (registration required)
- هنري أرمسترونغ على موقع قاعة ميسيسيبي للمشاهير الرياضية (الإنجليزية)

- سجل الملاكمة لـ هنري أرمسترونغ من بوكس ريك
- The Official Henry Armstrong Web Site
- Henry Armstrong Foundation Web Site
- Biographical sketch for Henry Armstrong on the International Boxing Hall of Fame (IBHOF) web site